# Sebastian Smythe
Sebastian Smythe è uno dei personaggi immaginari della serie televisiva Glee, interpretato da Grant Gustin. Sebastian fa la sua prima comparsa nella terza stagione nell'episodio La prima volta; è un membro dichiaratamente gay dell'Accademia Dalton e fa parte degli Usignoli (Warblers), il coro rivale delle Nuove Direzioni, è stato infatuato di Blaine e per questo rivela a Kurt Hummel di essere intenzionato a portarglielo via quando si trasferirà a New York. Dopo il tentativo di suicidio di Dave Karofsky, Sebastian decide di cambiare atteggiamento e diventa "buono".

## Trama
Sebastian diventa il nuovo solista degli Usignoli, il coro della Dalton Academy, un liceo privato. Prende quindi il posto che un tempo era di Blaine, ormai trasferitosi al liceo William McKinley, per stare col fidanzato Kurt Hummel. Durante l'esibizione degli Usignoli sulle note di Uptown Girl, Sebastian prende immediatamente interesse nei confronti di Blaine che era andato a trovare i suoi ex compagni d'accademia per invitarli alla prima del musical West Side Story in cui lui è protagonista. Dopo aver convinto l'ex usignolo a cantare la canzone insieme agli altri compagni, Sebastian lo invita a prendere un caffè in quello si presume sia il bar della Dalton. Qui flirta spudoratamente con Blaine dicendogli che il suo nome è una leggenda tra gli studenti della Dalton Academy e chiedendogli quindi il motivo del suo trasferimento. La scena tra i due viene interrotta dall'esibizione di Rachel e Santana che cantano A Boy Like That/I Have a Love, suggerendo poco velatamente la promiscuità di Sebastian. Nonostante Blaine si senta a disagio per le continue avance del ragazzo accetta di rivederlo "da Usignolo ad Usignolo". Mentre stanno parlando al Lima Bean vengono interrotti da Kurt, che ovviamente si sente minacciato da Sebastian dato il suo interesse verso Blaine, proprio nel momento in cui Blaine stava dicendo a Sebastian di avere un fidanzato. Per metterli alla prova Sebastian invita i due fidanzati ad andare con lui in un bar gay chiamato Scandals che si trova ad ovest di Lima. Inizialmente Blaine rifiuta l'offerta ma Kurt accetta per entrambi e Sebastian promette di procurare loro delle false carte d'identità per entrare. Durante la serata allo Scandals, Sebastian riesce a ballare per quasi tutta la sera con un Blaine visibilmente ubriaco finché Kurt non interviene attirando l'attenzione del fidanzato ed allontanandolo dalle grinfie di Sebastian. Ancora intenzionato a conquistare Blaine, Sebastian insieme agli altri Usignoli va volentieri all'anteprima del musical West Side Story in cui recita Blaine.
Qualche tempo dopo Sebastian si avvicina a Blaine e Kurt al Lima Bean, sostenendo apertamente di star tenendo d'occhio "questo ragazzo" prima di riconoscere che fosse Blaine. Mentre quest'ultimo, dopo essersi congratulato con Sebastian per la vittoria degli Usignoli alle loro Provinciali, va a prendere un caffè Kurt e Sebastian ammettono entrambi di non piacersi e starsi quindi antipatici. Infatti iniziano ad insultarsi finché Sebastian non confessa a Kurt di avere in programma l'ottenimento del trofeo delle Nazionali e del cuore di Blaine entro la fine dell'anno. Alle Provinciali in cui si esibiscono le Nuove Direzioni, Sebastian in piedi tra il pubblico fa il tifo per Blaine applaudendolo ed avendo un contatto visivo con i due fidanzati durante l'esibizione scatenando una reazione negativa da parte di Kurt.
Sebastian fa di nuovo la sua comparsa nell'episodio dedicato a Michael Jackson, interrompendo la discussione tra Kurt, Blaine, Rachel, Artie e Santana al Lima Bean per confessargli che gli Usignoli hanno intenzione di portare il repertorio di Michael per le Regionali dopo che casualmente Blaine gli ha rivelato al telefono qual è il piano delle Nuove Direzioni in vista della gara. Dopo un'accesa discussioni condita di insulti, Sebastian va via dicendo di essere lui il capitano degli Usignoli adesso e che non ha intenzione di giocare pulito. Infuriati per essere stati derubati dagli Usignoli, i ragazzi del Glee decidono di duellare in un garage contro di loro per decidere chi dovrà cantare le canzoni di Michael Jackson alle Regionali. Durante l'esibizione Sebastian, supportato dagli altri Usignoli, tenta di lanciare una granita in faccia a Kurt ma all'ultimo secondo è Blaine a venirne colpito accasciandosi a terra con l'occhio destro ferito. Nella granita infatti Sebastian aveva messo del sale grosso con l'apposita intenzione di ferire Kurt. A causa di questo gesto scorretto Santana lo affronta apertamente alla Dalton Academy confessando che per colpa sua Blaine dovrà subire un'operazione delicata alla cornea. I due quindi si affrontano sulle note di Smooth Criminal ed alla fine Santana riesce a far ammettere a Sebastian che nella granita c'era del sale grosso usato per mantenere freddo il ghiaccio. A questo punto Sebastian lancia una granita anche contro Santana con la differenza che questa non è stata corretta dagli Usignoli, che dopo aver appreso della notizia di Blaine, hanno intenzione di rispettare la politica di tolleranza zero contro il bullismo adottata dalla Dalton. Durante l'esibizione di Black or White organizzata dalle Nuove Direzioni per far capire ciò che la musica di Michael è veramente, gli Usignoli si uniscono ai membri del Glee Club tranne Sebastian che resta al suo posto senza cambiare idea. A fine esibizione Santana dice apertamente di aver registrato la confessione di Sebastian riguardo al sale nella granita e che potrebbe farlo espellere dalla Dalton o addirittura farlo arrestare, ma sotto consiglio di Kurt decide di non diffondere il nastro e lo lancia a Sebastian. In questo modo anche se Sebastian la fa franca, i suoi compagni di squadra adesso sanno che razza di persona meschina e scorretta sia il loro capitano.
È tempo di Regionali per il liceo McKinley e pochi giorni prima dell'esibizione, Sebastian ricatta Rachel con delle foto ritocco nude di Finn invitandola a non cantare alle Regionali altrimenti le foto faranno il giro del web. In seguito al tentato suicidio di Dave Karofsky però, Sebastian convoca Blaine, Kurt, Santana e Brittany al bar Lima Bean per informarli che ha distrutto le foto e che ha intenzione di vincere onestamente alle Regionali. Infatti sostiene che è rimasto colpito da ciò che è accaduto a Karofsky e confessa che tempo prima lo aveva deriso quando Dave allo Scandals gli aveva chiesto consigli su come ottenere un ragazzo. Visibilmente sconvolto, Sebastian dice che non ha mai preso nulla sul serio e che è tutto divertimento e gioco finché non accade qualcosa di serio. A questo proposito ha deciso di raccogliere donazioni per la fondazione Born This Way di Lady Gaga e che comunque andranno le cose alle Regionali gli Usignoli dedicheranno l'esibizione a Dave Karofsky invitando le Nuove Direzioni a fare lo stesso. Alle Regionali Sebastian mantiene fede alle sue promesse, tanto da invitare il pubblico presente a cercare i blazer della Dalton per fare le loro donazioni. Segue quindi la loro performance Glad You Came che ottiene un notevole successo da parte del pubblico presente. Durante l'esibizione delle Nuove Direzioni Sebastian dimostra ancora una volta di essere cambiato, infatti fa il tifo per loro in modo sincero e sprona gli altri Usignoli ad unirsi a lui. Alla fine della terza stagione dopo la vittoria delle Nuove Direzioni alle Regionali, Blaine e Sebastian si scambiano una stretta di mano in modo amichevole.
Durante la quinta stagione Sebastian fa soltanto una comparsa nell'episodio Love, Love, Love quando Blaine si reca dai vari gruppi avversari delle Nuove Direzioni per chiedere supporto in vista della sua proposta di matrimonio per Kurt. Sebastian accetta volentieri di aiutare Blaine e sembra essere diventato una persona migliore e più buona. Infatti non mostra più alcun interesse nei confronti dell'ex usignolo e sembra aver accettato e rispettato la relazione sincera tra quest'ultimo e Kurt.

## Casting
Sebastian Smythe è interpretato da Grant Gustin. Prima di fare l'audizione per il ruolo di Sebastian, Grant ha fatto l'audizione per un altro personaggio mostrando anche le sue abilità nella danza. Ryan però pensò che Grant non fosse adatto alla parte finché quando si presentò l'occasione di trovare qualcuno adatto al ruolo di Sebastian, Robert Ulrich decise di puntare su Grant. L'attore infatti prese una pausa durante il tour di West Side Story e fece un'altra audizione per Glee. Pochi giorni dopo, durante una performance di West Side Story, Grant apprese di essere stato ingaggiato per il ruolo di Sebastian Smythe all'interno della serie televisiva.

## Performance musicali
Fin dalla sua prima apparizione all'interno della serie televisiva, Sebastian si presenta come un ottimo solista e cantante con una discreta abilità anche nel ballo. Infatti molto presto prenderà il posto di Blaine come voce solista degli Usignoli fino a diventarne il capitano e portavoce ufficiale. La prima canzone in cui Sebastian si cimenta e viene presentato al pubblico è Uptown Girl di Billy Joel. La canzone I Want You Back dei The Jackson 5 non è stata mandata in onda ma Ryan Murphy l'ha comunque resa disponibile al pubblico. Mentre Whistle e Live While We're Young sono le uniche canzoni in cui Sebastian non è l'unico solista a cantare, infatti è presente anche Hunter che canta l'assolo di Whistle. 
- Uptown Girl di Billy Joel (Episodio 3x05, La prima volta).
- I Want You Back dei The Jackson 5 (Episodio 3x11, Michael).
- Bad di Michael Jackson (Episodio 3x11, Michael).
- Smooth Criminal di Michael Jackson (Episodio 3x11, Michael).
- Stand di Lenny Kravitz. (Episodio 3x14, Sto arrivando).
- Glad You Came dei The Wanted (Episodio 3x14, Sto arrivando).
- Whistle di Flo Rida (Episodio 4x08, Ringraziamento).
- Live While We're Young degli One Direction (Episodio 4x08, Ringraziamento).